# Escuela de Safed
La Escuela de Safed consistía en una yeshivá que estaba formada por un grupo de teólogos judíos estudiosos de la Cábala que se agrupó en torno a las enseñanzas del Rabino Joseph Caro (1488-1575), autor de un vasto comentario llamado Beit Yossef sobre el Arba Turim de Jacob ben Asher. Caro es el autor de un comentario de la obra Mishné Torah del Rambam Maimónides, titulada Kessef Mishné. Caro es también el autor del más célebre código legal de la ley judía, el Shulján Aruj. Esta obra es aún actualmente la mayor autoridad legal en materia de jurisprudencia, y a ella se hace referencia constantemente.
En la ciudad de Safed, en una alta roca sobre la depresión que ocupa el lago Tiberiades, se estableció como juez y discípulo suyo el Rabino Shlomo Halevi Alkabetz (fallecido en 1580), cabalista y poeta. Shlomo Alkabetz fue el autor del famoso himno religioso y festivo "Lejá Dodí", esta popular canción es cantada para recibir el Shabat.
El Zohar, también conocido como "El Libro del Esplendor", es una de las principales obras que tratan sobre la Cábala, otras obras importantes relacionadas con la Cábala son: el Séfer ha-Bahir, el Séfer Ietzirá, y el Pardes Rimonim. Los Rabinos Moisés Cordovero e Isaac Luria, el Arizal HaKadosh, fueron los principales recopiladores de la mística y la Cábala luriana. A esta escuela de pensamiento pertenece también el fiel discípulo del Rabino Isaac Luria, el Rabino Jaim Vital.